# Ciepielów (gromada)
Ciepielów – dawna gromada, czyli najmniejsza jednostka podziału terytorialnego Polskiej Rzeczypospolitej Ludowej w latach 1954–1972.
Gromady, z gromadzkimi radami narodowymi (GRN) jako organami władzy najniższego stopnia na wsi, funkcjonowały od reformy reorganizującej administrację wiejską przeprowadzonej jesienią 1954 do momentu ich zniesienia z dniem 1 stycznia 1973, tym samym wypierając organizację gminną w latach 1954–1972.
Gromadę Ciepielów siedzibą GRN w Ciepielowie utworzono – jako jedną z 8759 gromad na obszarze Polski – w powiecie iłżeckim w woj. kieleckim, na mocy uchwały nr 13k/54 WRN w Kielcach z dnia 29 września 1954. W skład jednostki weszły obszary dotychczasowych gromad Ciepielów osada, Ciepielów Stary, Dąbrowa, Gardzienice, Gardzienice Stare, Chotyze, Kałków i Rekówka ze zniesionej gminy Ciepielów w tymże powiecie. Dla gromady ustalono 26 członków gromadzkiej rady narodowej.
1 stycznia 1956 gromada weszła w skład nowo utworzonego powiatu lipskiego w tymże województwie.
31 grudnia 1959 do gromady Ciepielów przyłączono obszar zniesionej gromady Świesielice w tymże powiecie.
1 stycznia 1969 do gromady Ciepielów przyłączono wieś Wólka Dąbrowska z gromady Lipsko w tymże powiecie.
Gromada przetrwała do końca 1972 roku, czyli do kolejnej reformy gminnej. 1 stycznia 1973 w powiecie lipskim reaktywowano gminę Ciepielów.